# 小田原東インターチェンジ
小田原東インターチェンジ（おだわらひがしインターチェンジ）は、神奈川県小田原市にある、小田原厚木道路のインターチェンジである。
ダイヤモンド型の構造をもつフルICである。小田原本線料金所の箱根寄りに隣接しており、国道255号に連絡している。

## 道路
- E85 小田原厚木道路

## 接続する道路
- 国道255号（→国道246号・東名高速道路 大井松田方面）

## 料金所
本線料金所を通過しない箱根方面との出入口に料金所が設置されている。入口・出口とも1ブース2レーンの構成であるが、向かって右側のレーンは料金所ブースが左側にしかないため、通常1レーンのみで運用されている。

### 下り線入口
- ブース数：1
  - ETC・一般：1

### 上り線出口
- ブース数：1
  - ETC・一般：1

## 沿革
1969年の小田原厚木道路の全線開通に伴い、供用が開始された。1992年から開始された改築事業の際に、短距離で危険であった出入口車線の改良が行われている。

### 年表
- 1969年（昭和44年）3月19日：全線開通に伴い、供用開始。
- 1997年（平成9年）4月4日：下り線（箱根方面）の合流車線の延長工事が完成。
- 1999年（平成11年）2月2日：上り線（厚木方面）の分流車線の延長工事が完成。
- 2002年（平成14年）10月18日：下り線（箱根方面）の分流車線の延長工事が完成。

## 周辺

### 観光地
- 箱根町

### ショッピング
- 小田原シティーモールクレッセ
- 小田原ダイナシティ

### 駅
- 鴨宮駅
- 小田原駅

### その他
- 小田原市役所豊川支所

## 隣
E85 小田原厚木道路
荻窪IC - 小田原東IC - 小田原PA（下り線のみ） - 小田原TB - 二宮IC